# Armazém
Armazém est une ville brésilienne du sud de l'État de Santa Catarina.

## Généralités
La ville est alimentée en eau par une source d'eau minérale d'excellente qualité et qui lui vaut un indice de mortalité infantile parmi les plus bas du pays.

## Géographie
Armazém se situe à une latitude de 28° 15′ 43″ sud et à une longitude de 49° 01′ 03″ ouest. Son altitude est de 22 mètres.
Sa population était de 7 730 habitants au recensement de 2010. La municipalité s'étend sur 173 km2.
Armazém se trouve à 160 km au sud de la capitale de l'État, Florianópolis. Elle fait partie de la région métropolitaine de Tubarão. Statistiquement, elle est rattachée à la microrégion de Tubarão, dans la mésorégion Sud de Santa Catarina.
Son climat est tempéré et humide avec une température moyenne annuelle de 18 °C.
L'IDH de la ville était de 0,795 en 2000 (PNUD).

## Histoire
Après la révolution Farroupilha et la chute de la république Juliana (à Laguna), les territoires où se situent la municipalité actuelle sont donnés à un militaire, Manoel Lourenço Demétrio, qui lutta contre les rebelles. Ceci entraîne la création du premier noyau de peuplement, sous le nom de Capivari. La colonisation de la région commence autour de 1870, avec l'arrivée de colons en provenance du Rio Grande do Sul. Quelques années plus tard, l'immigration en provenance d'Allemagne donna une nouvelle impulsion à la population de la ville. Le nom d'Armazém vient d'un édifice commercial abritant divers marchands (en portugais, armazém signifie « entrepôt » en français) situé dans la localité de Sertão dos Corrêa. À l'époque, l'ensemble du commerce local passait par Tubarão et Laguna, notamment par bateau sur le rio Capivari. En 1958, Armazém acquiert son indépendance politique et se sépare de la municipalité de Tubarão,,.

## Économie
Le PIB de la ville se répartit équitablement entre agriculture (33 %), industrie (37 %) et services (30 %).
L'agriculture est basée sur la culture du tabac, du maïs et du manioc ainsi que l'élevage de porcs et de vaches laitières).
Au niveau industriel, la production locale se fonde sur les secteurs textile et agro-alimentaire, ainsi que l'industrie du bois.

## Tourisme
La ville comporte une réserve écologique de forêt atlantique au morro do Cará, où se situe un point de vue sur les environs.
Le tourisme y est cependant peu développé.

## Culture
Tous les ans, la ville célèbre les fêtes suivantes,:
- le 29 juin, la fête de saint Pierre et saint Paul (dia de São Pedro) ;
- au mois d'août, la fête de São Domingos, célébrée dans la localité de Santa Terezinha.

## Villes voisines
Armazém est voisine des municipalités (municípios) suivantes :
- São Martinho
- Imaruí
- Gravatal
- Braço do Norte
- Rio Fortuna